# Milán-San Remo 1997
La Milán-San Remo 1997 fue la 88.ª edición de esta clásica ciclista de primavera, disputada el 22 de marzo sobre 294 km, en la que ganó el alemán Erik Zabel. Esta fue la primera de las cuatro victorias de la carrera italiana. 

## Clasificación final
| Pos. | Ciclista             | Equipo             | Tiempo     |
| ---- | -------------------- | ------------------ | ---------- |
| 1.   | Erik Zabel           | Team Telekom       | 6h 57' 47" |
| 2.   | Alberto Elli         | Casino             | m.t.       |
| 3.   | Biagio Conte         | Scrigno-Gaerne     | m.t.       |
| 4.   | Francesco Casagrande | Saeco-Estro        | m.t.       |
| 5.   | Michele Bartoli      | Mg Technogym       | m.t.       |
| 6.   | Mirko Celestino      | Team Polti         | m.t.       |
| 7.   | Serguei Outschakov   | Team Polti         | m.t.       |
| 8.   | Rolf Sørensen        | Rabobank           | m.t.       |
| 9.   | Andrea Ferrigato     | Roslotto-ZG Mobili | m.t.       |
| 10.  | Andrea Noè           | Asics-C.G.A.       | m.t.       |